# Liebfrauenkirche (Aarschot)

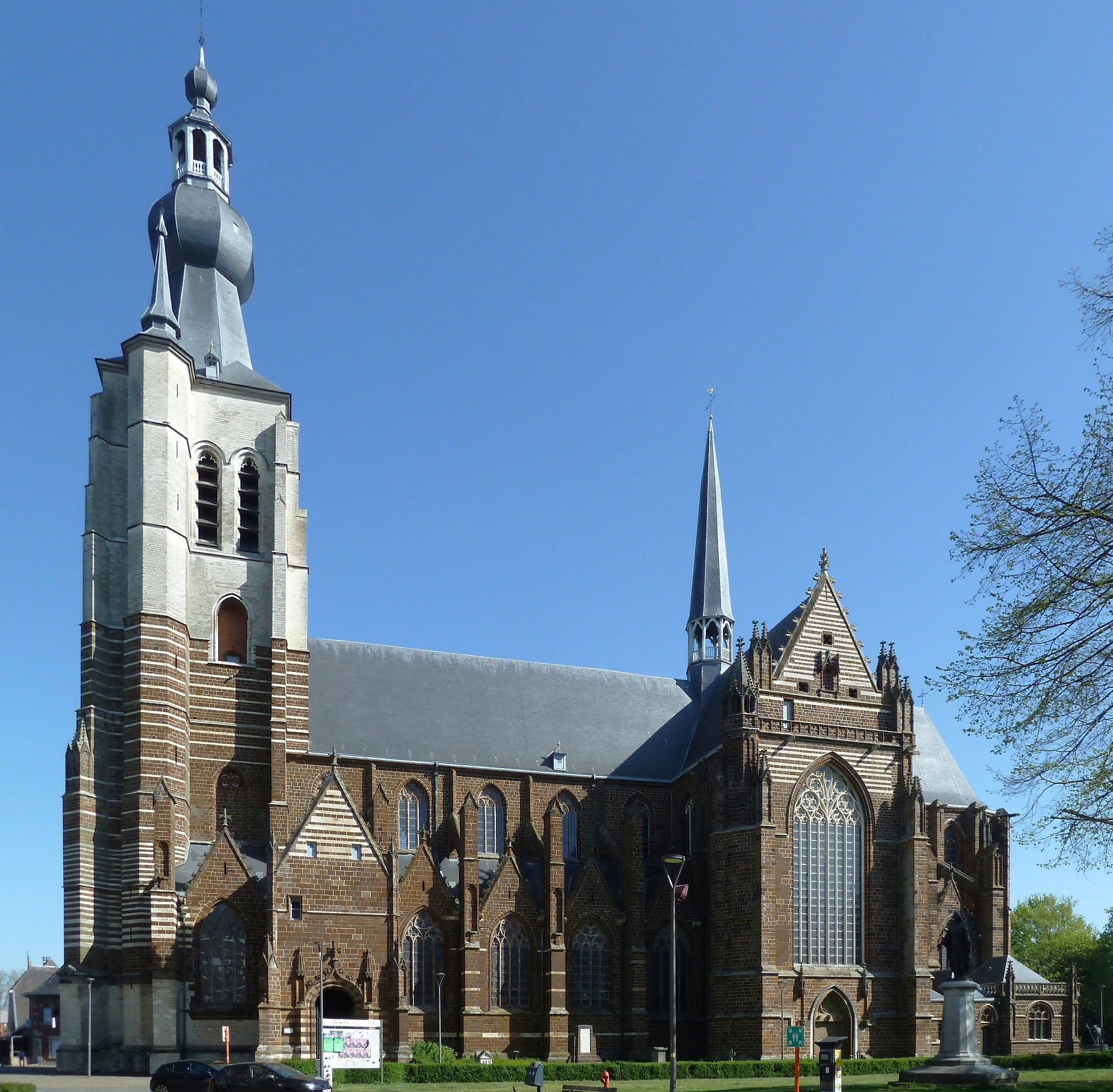
Liebfrauenkirche (Aarschot)

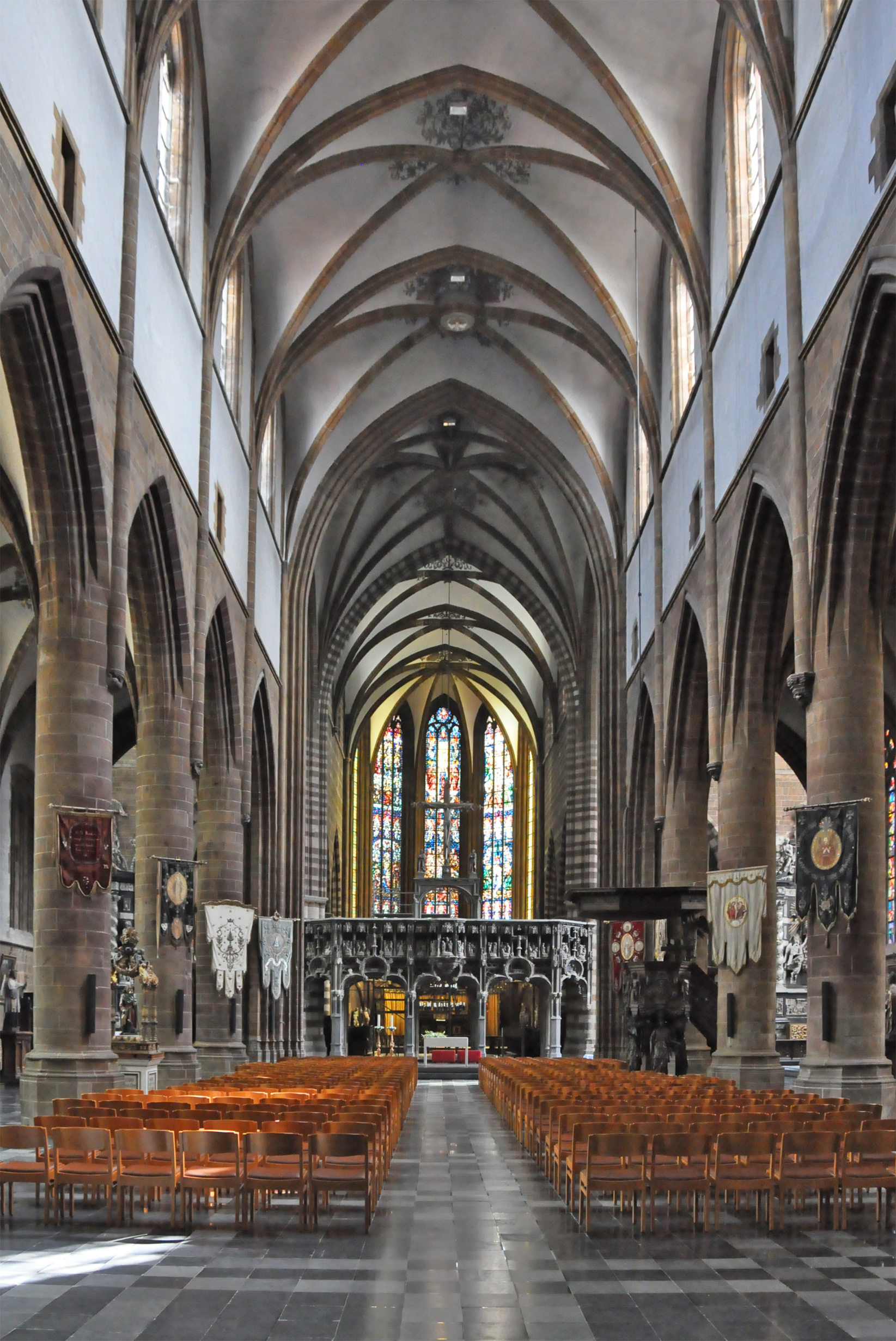
Innenansicht

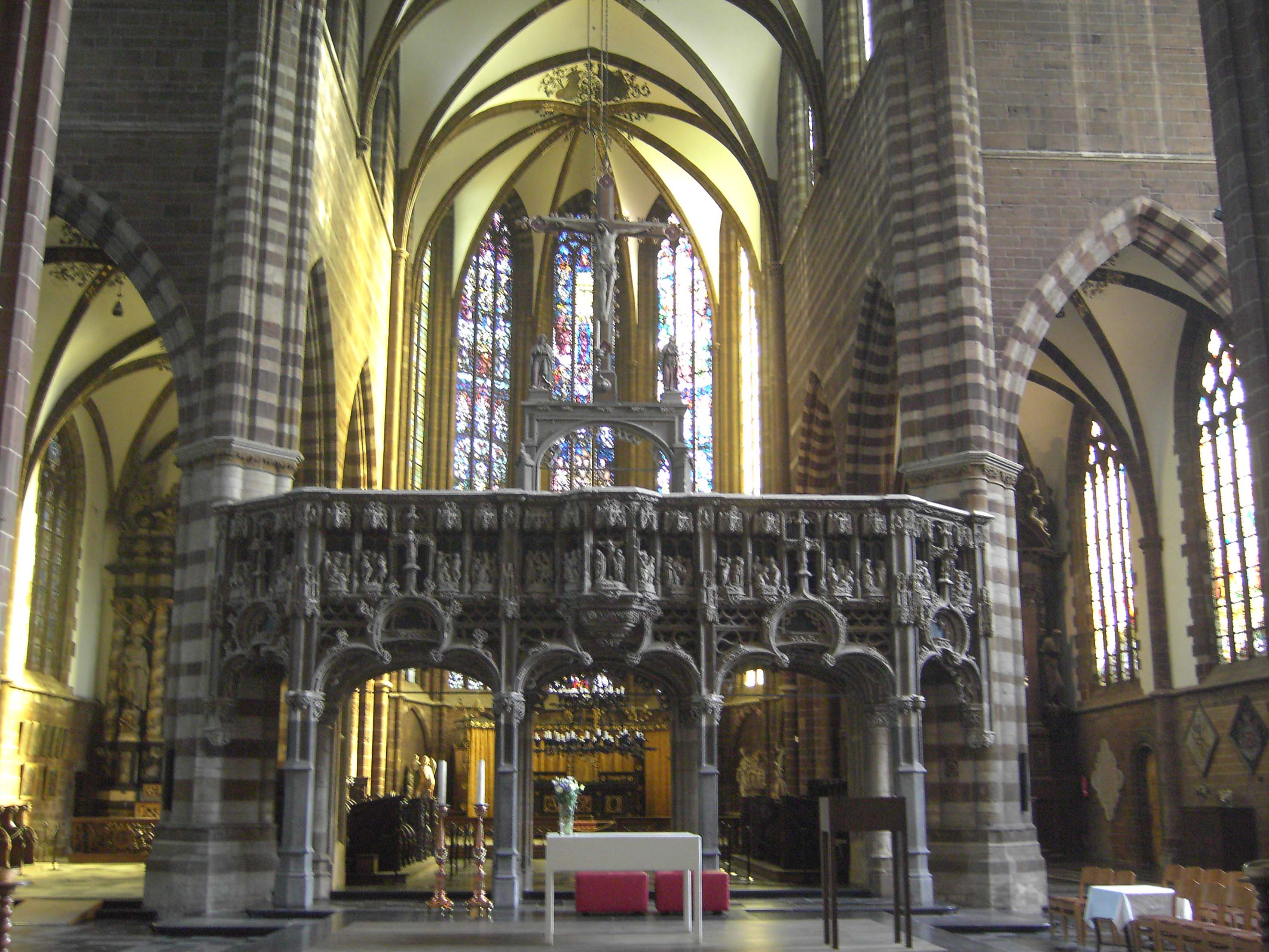
Choransicht mit Lettner

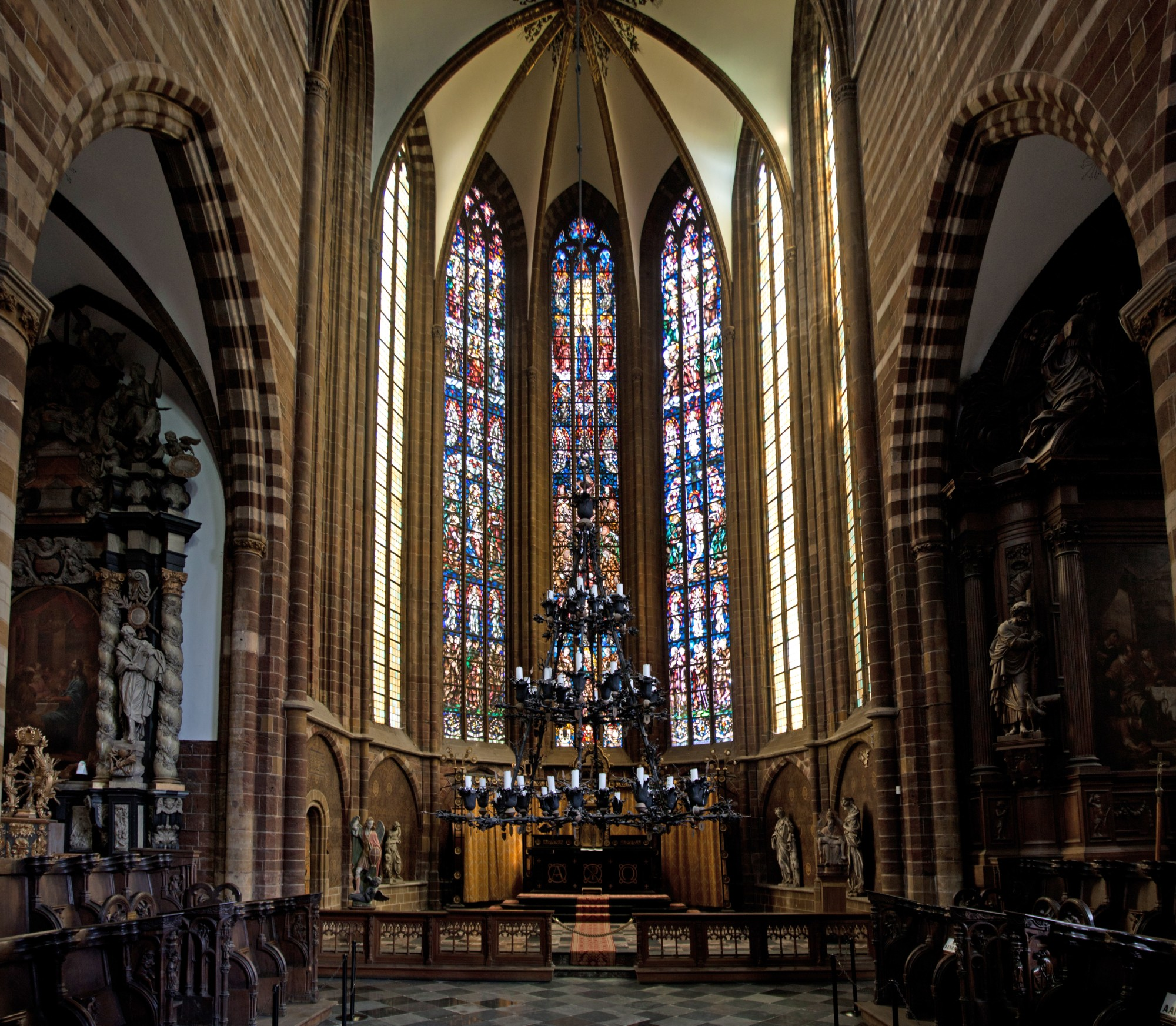
Innenansicht des Chores

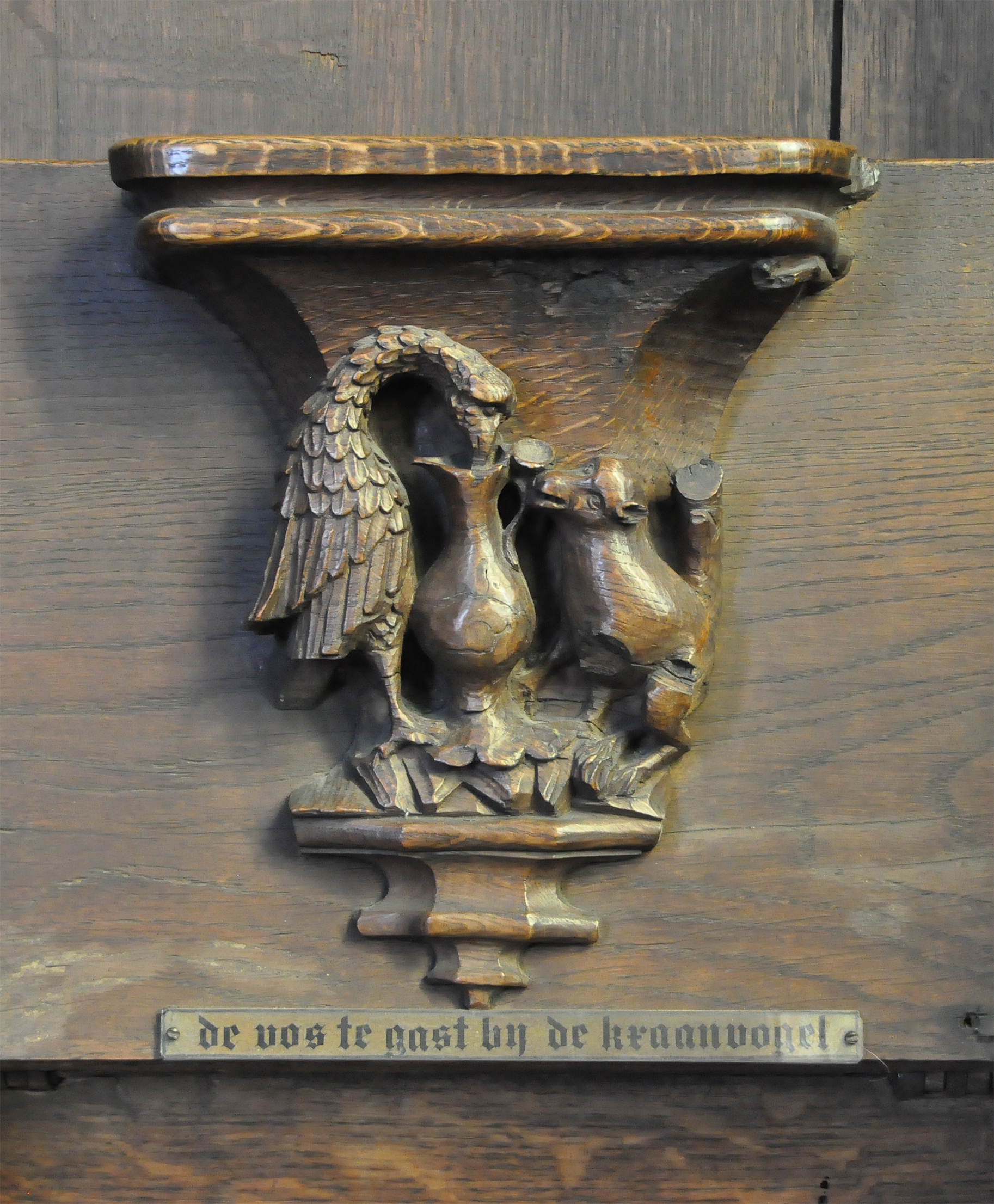
Misericordie des Chorgestühls

Die römisch-katholische Liebfrauenkirche (niederländisch Onze-Lieve-Vrouwekerk) im belgischen Aarschot ist ein aus braunem Eisensandstein erbautes Kirchengebäude. Die Kirche ist ein hervorragendes Beispiel für die Demergotik, eine regionale Variante der Brabanter Hochgotik.

## Beschreibung
Das basilikale Bauwerk besteht aus einem Westturm mit Renaissanceturmspitze (84 oder 85 m hoch) und zwei Treppentürmen, flankiert von zwei Kapellen, einem dreischiffigen Langhaus (frühes 15. Jahrhundert), einem Querschiff und einem Chor mit hohem Polygon ohne Kapellenkranz (14. Jahrhundert). Im unteren Teil des Turms befinden sich abwechselnd Schichten aus Eisensandstein und Kalkstein (Specklagen). Der Obergaden wird von offenen Strebebögen gestützt.
Im Kirchenschiff befinden sich eine Kanzel und Beichtstühle, die im flämischen Barockstil gefertigt wurden und aus dem 17. Jahrhundert stammen.
Der Chor ist hinter einem Lettner in einem extravaganten Stil der Spätgotik verborgen. Der Lettner stellt Szenen der Passion und Auferstehung Christi dar. Über dem Lettner befindet sich ein Triumphkreuz aus dem 15. Jahrhundert.
Das Chorgestühl aus dem Jahr 1515 weist satirische und zuweilen drastische Skulpturen auf (Aristoteles wird wie ein Pferd geritten, eine nackte Frau reitet auf einem Affen, ein Mann, der auf die Welt defäkiert, der Fuchs beim Kranich zu Gast, ein Paar tanzender Affen, der verlorene Sohn, die Beichte, ein Zecher vor einem Bierfass), die meist auf den Misericordien angebracht sind. Trotz der derben Thematik sind die Schnitzwerke kunstvoll gearbeitet und einfallsreich komponiert. Der schmiedeeiserne Kronleuchter von 1500 wird Quentin Massys zugeschrieben. Eine Darstellung des Gnadenstuhls aus dem 16. Jahrhundert befindet sich rechts vorne in der Apsis. An der linken Wand des Chores hängt das fünf Meter breite Gemälde mit einer Darstellung von Christus in der Kelter, das aus den Jahren 1520–1530 stammt.
In einer Kapelle auf der rechten Seite des Chorumgangs befindet sich ein Gemälde von Pieter Jozef Verhaghen (1728–1811): Das Abendmahl in Emmaus.
Die Glasmalereien von Wilhelm II. de Croÿ und Maria von Hamal, die 1520 eingebaut wurden, wurden 1833 verkauft und befinden sich im Victoria and Albert Museum.

## Orgel
Die heutige Orgel ist eine historische Orgel von Jan Bremser aus dem Jahr 1646, die ursprünglich für diese Kirche geschaffen wurde, aus dem Josefskollegium anstelle der irreparablen Hauptorgel zurückgebracht wurde und nach einer Restaurierung durch die Firma Lapon im Jahr 2012 heute 21 Register auf zwei Manualen hat. Die Disposition lautet:
| I Hoofdwerk CDEFGA–c3 |        |
| Prestant              | 8′     |
| Bourdon               | 8′     |
| Octaeff               | 4′     |
| Fluit                 | 4′     |
| Quintfluijt           | 3′     |
| Superoctaeff          | 2′     |
| Tierce                | 1 3⁄5′ |
| Sifflet               | 1′     |
| Cornet III            |        |
| Mikstur III           |        |
| Zymbael II            |        |
| Trompet               | 8′     |

| II Positief CDEFGA–c3 |       |
| Holpijp               | 8′    |
| Fluijt                | 4′    |
| Octaeff               | 2′    |
| Duijtche Fluijt       | 2′    |
| Scharpe Quint         | 1 ⁄3′ |
| Superoctaeff          | 1′    |
| Sexquialter           |       |
| Mixtur II             |       |
| Cromhoren             | 8′    |

## Friedensglockenspiel
Am 11. November 2018 wurde zum Gedenken an den 100. Jahrestag des Endes des Ersten Weltkrieges ein Friedensglockenspiel mit 51 Glocken im Marienturm (Westturm) installiert. Es besteht aus zwei historischen Glocken von Sergeys aus Leuven und 49 neuen Glocken von der Glockengießerei Eijsbouts aus Asten.